# Christian Hieronymus Justus Schlegel
Christian Hieronymus Justus Schlegel (Jéna, 1757. december 20. – Szentpétervár, 1842. október 28.) német író, esztofil

## Élete
1775 és 1779 közt a jénai városi iskolában, a weimari gimnáziumban tanult, valamint a Jénai Egyetemen teológiát hallgatott. 1780-tól házitanító volt, többek közt a von Rosen családnál. 1782 és 1795 a német evangélikus egyház gyülekezetében dolgozott Mahiljovban (ma Fehéroroszországban található). Jänedában (ma Észtországban található) volt házitanító amikor megismerkedett Helene Eleonore Pauckerrel (1763-1840), az amblai plébánia tanára Anton Heinrich Lücke lányával, akivel 1783-ban kötött házasságot.  1796-ban lemondott papi tisztéről és Szentpétervárra költözött, ahol postai tisztviselő lett, a külföldre irányuló levelek körül látott el különleges feladatokat. 1832-ben tiszteletbeli államtanácsosi kinevezést kapott.
Élete során tett utazásaiból tíz kötetes munkát állított össze Reisen in mehrere Russische Gouvernments… címen. A mű a 18. és 19. századi észt parasztság életéről tartalmaz értékes adatokat.

## Munkái
- Reisen in mehrere russische Gouvernements in den Jahren 178*, 1801, 1807 und 1815, Meiningen, 1817 digitalizált változat
- Reise von Sankt Petersburg nach Moskwa im Jahr 1801 bei Gelegenheit der Krönung des Kaisers Alexander I, Meinigen, 1823 digitalizált változat

## Fordítás
- Ez a szócikk részben vagy egészben  a   Christian Hieronymus Justus Schlegel című észt Wikipédia-szócikk ezen változatának fordításán alapul.  Az eredeti cikk szerkesztőit annak laptörténete sorolja fel. Ez a jelzés csupán a megfogalmazás eredetét és a szerzői jogokat jelzi, nem szolgál a cikkben szereplő információk forrásmegjelöléseként.